# Formica scitula
Formica scitula är en myrart som beskrevs av Wheeler 1913. Formica scitula ingår i släktet Formica och familjen myror. Inga underarter finns listade i Catalogue of Life.